# San Miguel, Tehuacán
San Miguel är en ort i Mexiko.   Den ligger i kommunen Tehuacán och delstaten Puebla, i den sydöstra delen av landet, 220 km sydost om huvudstaden Mexico City. San Miguel ligger 1 361 meter över havet och antalet invånare är 662.
Terrängen runt San Miguel är varierad. Runt San Miguel är det tätbefolkat, med 427 invånare per kvadratkilometer. Närmaste större samhälle är Tehuacán, 8,6 km nordväst om San Miguel. Trakten runt San Miguel består till största delen av jordbruksmark.